# Joan Massotkleiner
Joan Massotkleiner (Torroella de Montgrí, de la provincia de Gerona, 21 de junio de 1955) es un actor español que ha trabajado en cine, teatro y televisión. Es miembro de la Academia del Cine Catalán. También es actor de doblaje.
Massotkleiner también es cofundador del grupo teatral "La Carota".

## Trayectoria

### Televisión
- El cas Reiner, telefilm de Carlos Pérez
- Alta traición, especial, 2 episodios (Amar en tiempos revueltos) TV1
- Águila roja, serie de TV1
- Acusados, serie de Tele 5
- Sin tetas no hay paraíso, serie de Tele 5
- Cuéntame cómo pasó, serie de TV1
- La dame de Motsereau, miniserie de France 2
- El cor de la ciutat, serie de TV3
- CLA. No somos ángeles, serie de Antena 3
- El internado, serie de Antena 3. Coronel Araujo / Karl Fleschner
- MIR, serie de Tele 5
- Hospital Central, serie de Tele 5
- El comisario, serie de Tele 5
- La memoria, Documental; Protagonista
- 16 Dobles , serie de TV3. dir. Orestes Lara
- Pets & Pets; dir. Sergi Schaff
- Corvalho, serie de TV3
- Dalí, dir. Sergi Schaff
- Abogados, serie de Tele 5
- Compañeros, serie de Antena 3
- Policías, serie de Antena 3
- Periodistas, serie de Tele 5
- Homenots, dir. Sergi Shaff
- Laberint d'ombres, Serie de TV3
- Secrets de familia, serie de TV3
- ¿Para qué sirve un marido?, serie de TV1
- El joc de viure, serie de TV3
- Estació d'enllaç, sèrie de TV3
- Clara Campoamor. La mujer olvidada

### Teatro
- La vida lluny dels poetes de Josep Peyró
- Els muntaplats de Harold Pinter
- Això a un fill no se li fa de Benet i Jornet, Dir. T. Townsend
- Tota una senyora de Montserrat Cornet
- Mort accidental d'un anarquista de Darío Fo. Dir. Pere Planella
- Okupes al Museu del Prado, Dir. Ricard Salvat
- Platja negra, Dir. Lourdes Barba
- Galatea, Dir. Ariel García Valdés
- Políticament incorrecte, Dir. Paco Mir
- L'Avar de Molière, Dir. Sergi Balbel
- L'Angel de la informació d'Alberto Moravia, Dir. Jordi Mesalles
- Aquella setmana d'Assumpció Cantalozella, Dir. Mercè Mas
- Recital de poemes de Borges. Pati Llimona.

### Cine
- 23-F: la película de Chema de la Peña
- 25 Kilates de Patxi Amezcua
- Cándida (2006) de Guillermo Fesser
- Hipnos de David Carreras
- Fumata blanca de Miquel García
- Nos miran de Norberto López Amado
- Las puertas del mundo niño de Marco Pani
- Doctor Curry, cortometraje
- El viatger de Joan Marimón, cortometraje
- Els sense nom de Jaume Balagueró
- Walter y sus modales de Miquel R; cortometraje
- Bomba de relojería de Ramón Grau
- Nits de ràdio d'Esteve Rovira, cortometraje
- L'estelada de Verdun de Felip Solé. Telefilm
- Transeúntes de Luís Aller
- Pàtria de Joan Frank Charansonnet
- Lone Wolves de Sergi Arnau

### Doblaje
- Slam Dunk - Entrenador Moichi Taoka (en catalán)
- One Piece - Crocodile/Mr. 0 (en catalán)
- Star Wars: Episodio I - La Amenaza Fantasma - Darth Sidious
- Star Wars: Episodio II - El Ataque De Los Clones - Darth Sidious